# کیوراکو دویلز، شیلی
کیوراکو دویلز، شیلی (به اسپانیایی: Curaco de Vélez) یک سکونتگاه مسکونی در شیلی است که در Chiloé Province واقع شده‌است.

## خصوصیات
کیوراکو دویلز ۸۰٫۰ کیلومترمربع مساحت و ۳٬۵۸۴ نفر جمعیت دارد و ۷۹ متر بالاتر از سطح دریا واقع شده‌است.